# Anna Colonna de Pagliano
Anna Colonna de Pagliano era una noble italiana de la família Colonna, princesa de Pagliano, nascuda el 1605 i morta el 31 d'octubre de 1658, filla de Felip Colonna (1578-1639) i de Lucrècia Tomacelli de Galatro (1576-1622).
Va una de les dones més poderoses i influents en l'època del pontificat d'Urbà VIII. Però en morir aquest, el seu successor al Vaticà, el Papa Innocenci X inicià una investigació sobre les accions de la família Barberini en l'anomenada guerra de Castro, cosa que provocà el seu exili a París, sota la tutela del cardenal Mazzarino, emparentat i molt vinculat a la família Colonna. A París va encetar una forta amistat amb Anna d'Àustria, la vídua del rei Lluís XIII de França i aleshores regent.
Finalment un acord matrimonial entre un fill d'Anna Colonna, Maffeo, i una neboda del nou Papa Innocenci X, Olimpia Maidalchini, va permetre refer les relacions entre ambdues famílies, recuperar les possessions perdudes, i Anna Colonna va poder tornar a Roma.

## Matrimoni i fills
El 14 d'octubre de 1627 es va casar a Castel Gandolfo amb el príncep de Palestrina i duc de Monterotondo Taddeo Barberini (1603-1647), fill de Carles Barberini (1562-1630) i de Constança Magalotti (1575-1644). El casament el va celebrar l'oncle de Barberini, el Papa Urbà VIII El matrimoni va tenir cinc fills:
- Lucrècia (1628-1699), casada amb el duc de Mòdena Francesc I d'Este (1610-1658).
- Camil·la (1629-1631).
- Carles (1630-1704)
- Maffeo (1631-1685).
- Niccolò Maria (1635-1699).